# Casa Bosch (Manresa)
Casa Bosch és un edifici del municipi de Manresa (Bages) inclosa en l'Inventari del Patrimoni Arquitectònic de Catalunya. És un edifici de tres plantes. La planta baixa és d'ús comercial i durant diversos anys l'han ocupat entitats bancàries.